# Evergreeny ze Semaforu 3
Evergreeny ze Semaforu 3 (1990) je třetí a poslední díl z kompletu alb, na které v nových aranžích nazpíval Jiří Suchý své staré písně. Album obsahuje 15 písní.

## Písničky
1. Hallo, má krásná Margareto – 3:47
2. Dítě školou povinné – 2:00
3. Písnička pro kočku – 2:26
4. Orchestrion z ráje – 2:56
5. Škrhola – 1:47
6. Kapitáne, kam s tou lodí – 3:08
7. Sup a žluva – 2:15
8. Blues touhy po světle – 2:58
9. Pět strun – 2:09
10. Kytky se smály a vánek si vál – 3:31
11. Píseň o rose – 3:20
12. To je láska – 3:26
13. Kdo ví – 2:37
14. Sedm dárků – 1:56
15. Na shledanou – 2:45

## Nahráli
- zpěv:
  - Jiří Suchý (1–5, 7–15)
  - Jitka Molavcová (2, 4, 6, 7, 10, 12, 14, 15)
  - C & K Vocal, vedoucí Ladislav Kantor (1, 2, 5, 6, 8, 14, 15)
  - sbor Lubomíra Pánka (14)
- Orchestr Ferdinanda Havlíka
- aranžmá:
  - Ferdinand Havlík (2–7, 10–15)
  - Jiří Cerha (1, 8)
  - František Prokop (9)